# Jochen Köppel
Jochen Köppel (auch Jochen Koeppel; * 1929 in Delitzsch; † 1993) war ein deutscher Schauspieler, Hörspielsprecher und Autor.

## Wirken
Jochen Köppel wirkte zunächst in der DDR (seinerzeit meist unter dem Namen Koeppel) als Autor und Darsteller. Aus seiner Feder stammt beispielsweise das Schauspiel Heiße Eisen, welches im Jahr 1959 von den Städtischen Bühnen Magdeburg uraufgeführt und dessen Aufzeichnung später vom Deutschen Fernsehfunk ausgestrahlt wurde. 1959 wurde ihm der Literaturpreis des FDGB verliehen. Zu Beginn der 1960er Jahre hatte er die ersten Rollen in Spielfilmen der DEFA und des Deutschen Fernsehfunks.
Gegen Ende der 1960er Jahre wechselte Jochen Köppel in die Bundesrepublik. Er trat in der Folge als Schauspieler meist in deutschen Fernsehserien auf, engagierte sich als Hörspielsprecher und wirkte als Drehbuchautor für Fernsehsendungen und auch Hörspiele.

## Filmografie (Auswahl)
- 1961: Modell Berta (Fernsehfilm)
- 1961: Schneewittchen
- 1962: Das hat mit Liebe nichts zu tun (Fernsehfilm)
- 1971: Percy Stuart (Fernsehserie, 1 Folge)
- 1972: Grün ist die Heide
- 1972: Tatort: Rechnen Sie mit dem Schlimmsten (Fernsehreihe)
- 1972–1975: Im Auftrag von Madame (Fernsehserie, 14 Folgen)
- 1973: Die Kriminalerzählung (Fernsehserie, 1 Folge)
- 1974–1977: Sonderdezernat K1 (Fernsehserie, 2 Folgen)
- 1975: Der Stechlin (Fernseh-Dreiteiler)
- 1975: Tatort: Kurzschluß (Fernsehreihe)
- 1975: Tatort: Mordgedanken (Fernsehreihe)
- 1976: PS (Fernsehserie, 1 Folge)
- 1977: Die drei Klumberger (Fernsehserie, 3 Folgen)
- 1980–1981: I. O. B. – Spezialauftrag (Fernsehserie, 2 Folgen)

## Hörspiele (Auswahl)
- 1971: Friederike Mayröcker: Für vier – Regie: Hans Rosenhauer
- 1971: Ludwig Harig: Versammelt Euch, daß ich Euch verkündige, was Euch begegnen wird in künftigen Zeiten – Regie: Heinz Hostnig
- 1972: Marianne Eichholz: Großes Schnarchen eines Wappentieres – Regie: Hans Rosenhauer
- 1972: Peter Hoch: Ende gut, alles gut – Regie: Heinz Hostnig
- 1972: Veit Erlmann und Edgar Piel: Von einem der auszog, das Fürchten zu lernen – Regie: Veit Erlmann und Edgar Piel
- 1973: Carl-Otto Evers: Seemann Robinson Kreutznaer aus Hull – Regie: Hans Rosenhauer
- 1973: Michael Scharang: Warum die kluge Else, die kluge Gretel und das Katherlieschen vorderhand Lesbierinnen sein wollen – Regie: Hans Rosenhauer
- 1974: Hubert Wiedfeld: Wernicke. Eine Familienserie (4. Folge: Laß man Paul, wer arbeitet, dem vergehn die Hundsgedanken) – Regie: Heinz Hostnig
- 1976: Raymond Queneau: Der Flug des Ikarus (1. Teil) – Regie: Otto Kurth* 1977: Wolfgang Weyrauch: Orientierungspunkte – Regie: Otto Kurth
- 1978: Roderich Feldes: Hebbel (1. Teil: Die Reise an den Rand des Willens) – Regie: Hans Rosenhauer
- 1978: Roderich Feldes: Hebbel (2. Teil: Die Einschläferung des Gehirnraubtiers) – Regie: Hans Rosenhauer
- 1981: Peter Tegel: Die Entscheidung – Regie: Anton Gill
- 1981: Wolfgang Graetz: Der Rückfall – Regie: Hans Rosenhauer

## Werke (Auswahl)
- Jochen Köppel: Heiße Eisen. Leipzig. VEB Friedrich Hofmeister. 1959
- Jochen Köppel: Die Sache mit dem Fußball. Berlin. Henschelverlag. 1961
- Jochen Köppel und Paul Volkmann: KS 5 fällt aus. Fernsehspiel. 1963
- Jochen Köppel und Jürgen Haase: Strafanzeige gegen Unbeteiligt. Fernsehfilm. 1983